# Естественные науки
Есте́ственные нау́ки (устар. естественная история, от «естество» или природа) — науки, изучающие природу (понимаемую в широком смысле как материальный мир Вселенной). Множество отраслей естественных наук объединено в систему наук — естествознание.
Естественные науки, как современные научные направления, сформировались в XIX веке, они пришли на смену «естественной истории» и «естествознанию». К естественным наукам относят разделы, отвечающие за изучение природных явлений, в отличие от гуманитарных и общественных наук, изучающих человеческое общество.
В России в качестве введения в естественные науки и обобщающего школьного предмета последовательно выступали курсы: «Естествознание», «Природоведение» и «Окружающий мир».

## История

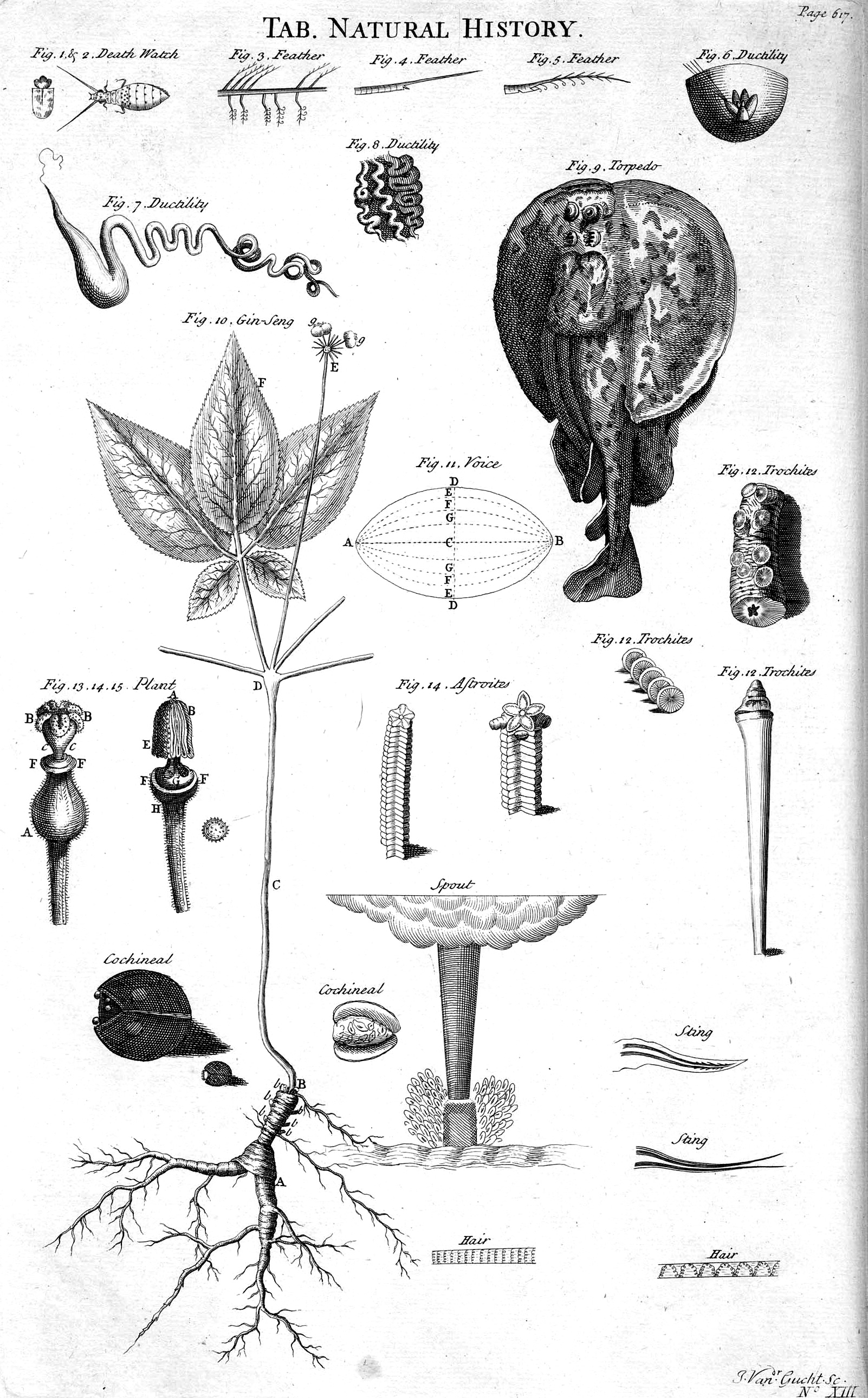
Естественная история, 1728 г.

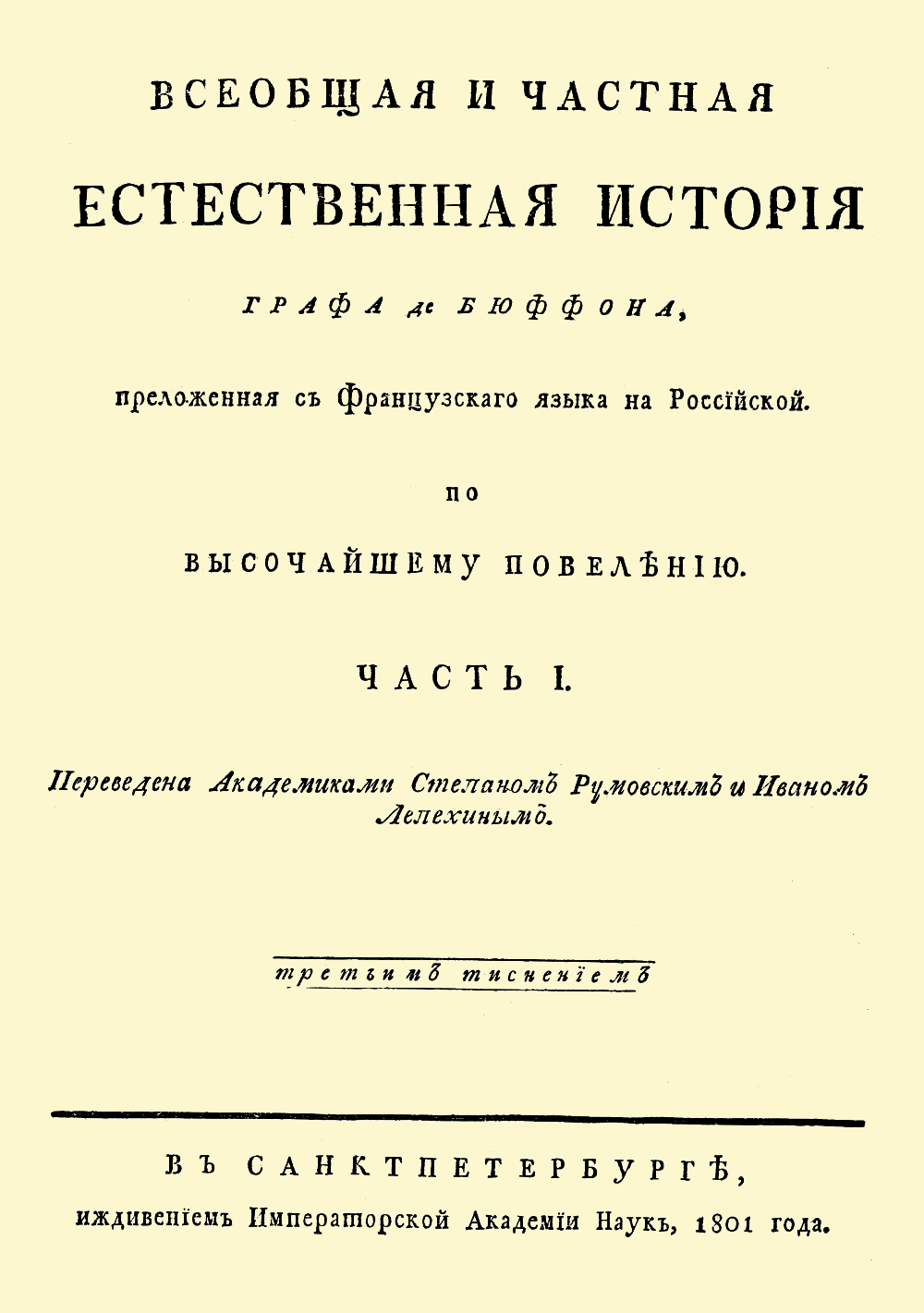
Перевод Ж. Бюффона, 1801 г.

Происхождение естественных наук связано с развитием античной философии — натурализма и научными исследованиями природы.
В период позднего средневековья начался пересмотр основных представлений античной естественнонаучной картины мира, схоластики и религиозных догматов.
В XVIII—XIX веках на основании выделения объектов исследования в природе и создания новых методов их изучения начали формироваться самостоятельные научные направления и научные школы.
Они различались по роду (факторам), энергии (силе) и скорости (темпам) действующих раньше и теперь сил. У них было разное отношение к принципу однообразия, непрерывности и суммирования мелких отклонений в течение длительного времени. По вопросу о соотношении ныне действующих сил природы с силами прошлого выделялись:
- Катастрофизм
- Униформизм
- Эволюционизм

### Естественная история
Естественная история (устар. от лат. Naturalis Historia — натуральная история) — наука о развитии какой-нибудь области знания о природе. В настоящее время эти направления наук относят к естествознанию или естественным наукам.
Значение термина естественная история со временем становилось более конкретным в связи с появлением отдельных наук:
- В античное время естественная история охватывала все знания о природе.
- Со времён Карла Линнея естественная история понималась как изучение трёх царств природы: минералов, растений и животных[1].

ЭСБЕ отмечает, что естественной историей до сих пор именуется совокупность трёх наук: «минералогия в обширном значении этого выражения, то есть со включением геологии, ботаника и зоология», которые он относит к частному естествознанию. При этом, «это устаревшее выражение следовало бы устранить или применять только к их чисто описательной части».
В современном языке используется преимущественно в контексте истории науки для обозначения естественноисторических научных областей, когда они ещё не были выделены в самостоятельные науки.
В некоторых других языках соответствующий термин помимо значения, указанного выше, имеет и некоторое значение, привязанное к современности. Например, в английском дисциплину Natural history иногда относят к тем исследованиям живой природы, которые основаны преимущественно на наблюдениях и публикуются в популярных изданиях[уточнить].

### Естествознание
Естествозна́ние — совокупность знаний о природных объектах, явлениях и процессах. Естествознание возникло до образования отдельных естественных наук. Оно активно развивалось в XVII—XIX веках. Учёных, занимавшихся естествознанием или накоплением первичных знаний о природе, называли естествоиспытателями.

## Специализация этих наук
В историческом контексте, при описании наук до XIX века, объединение понятий естественная история, естествознание и естественные науки недопустимо, так как в тот период естественные науки ещё не сформировались. С точки зрения современной науки, естествознание — область науки, включающая совокупность естественных наук, взятых как целое.
Основные естественные науки, возникшие из естествознания — физика, химия, биология, астрономия, география, геология. 
Затем на стыках этих наук появились такие науки, как геофизика, астрофизика, биофизика, биохимия, физическая химия, химическая физика, геохимия, метеорология, климатология, почвоведение. 
Кроме того, образовались прикладные науки, такие как агрохимия, химическая технология, горная наука и другие.
Математику и логику объединяют в комплекс формальных наук и не включают в естественные науки, поскольку их методология существенно отличается от методологии естественных наук. По той же причине к естественным наукам вряд ли может быть отнесена большая часть современной информатики. Исследования, посвящённые обработке информации в природе, мозге и обществе, выделяются в специальный раздел — естественную информатику.